# Parafia Niepokalanego Poczęcia Najświętszej Maryi Panny w Nieporęcie
Parafia Niepokalanego Poczęcia Najświętszej Maryi Panny w Nieporęcie – parafia rzymskokatolicka należąca do dekanatu tarchomińskiego, diecezji warszawsko-praskiej, metropolii warszawskiej Kościoła katolickiego. Mieści się przy Placu Wolności. Prowadzą ją księża diecezjalni.

## Historia
Erygowana w 1668.

### Kościół parafialny
Kościół w stylu barokowym ufundował król Jan II Kazimierz Waza, podpisując 8 kwietnia 1668 roku akt fundacyjny. W XVIII w. dobudowano przypory zabezpieczające niszczejące mury. Wewnątrz świątyni znajdują się trzy neobarokowe ołtarze. Z prawej strony ołtarza znajduje się marmurowa chrzcielnica z 1881 r. Organy kościelne pochodzą z 1964 r. Przed kościołem znajduje się figura Matki Boskiej Pocieszycielki Strapionych z 1863 r. W dzwonnicy, (pełniącej jednocześnie funkcję bramy) wybudowanej w XVIII w., znajdują się dwa dzwony. Kościół wpisano na listę zabytków w 1962 r.
W kościele wisi wiele obrazów, m.in.:
- Matki Boskiej Częstochowskiej – na ołtarzu głównym
- Św. Karola Boremeusza
- Chrystusa Króla
- Chrystusa Ukrzyżowanego
- Św. Trójcy
- Najświętszej Maryi Panny Niepokalanie Poczętej (patronki parafii)
- Św. Józefa z Dzieciątkiem
- Króla Jana Kazimierza
- Jana Pawła II z kardynałem Stefanem Wyszyńskim
- Św. Rocha (patrona parafii)
- Madonny z Dzieciątkiem

## Obszar parafii
Swoim zasięgiem obejmuje miejscowości: Nieporęt, Wolę Aleksandra i Wólkę Radzymińską.